# Hearts of Iron II
Hearts of Iron 2 är ett realtidsstrategispel, utvecklat av Paradox Interactive och utgivet den 4 januari 2005. Det utspelar sig under andra världskriget, alltså mellan åren 1936 och 1948.

## Handling
Hearts of Iron 2 utspelar sig mellan åren 1936 till 1964 och skildrar andra världskriget. I spelet finns tre huvudallianser, de allierade, axelmakterna och Komintern - Kommunistiska Internationalen eller Tredje Internationalen. 
Skillnaden mot föregångaren är stora, bland annat har AI:n fått en uppskjutning, designmässigt med en ny karta samt ny design på enheterna, och en annan del är "movement is attack". Det betyder att när man markerar en enhet och ger ordern att anfalla en annan provins, anfaller enheten genast den eventuella fienden, inte när den är framme i provinsen. Det blir alltså strid direkt.

### Militära systemet
Det militära systemet är i grunden ett system av divisioner (10 000 man, men detta skiljer sig mycket åt) och brigader (cirka 1 500 man) finns som kan bli ihopsatta med divisioner, till exempel artilleri, ingenjörsbrigader också vidare, men dessa är aldrig enskilda enheter och bara en brigad kan sättas ihop per division. De olika typerna av divisioner är infanteri, hemvärn, fallskärmsjägare, militärpolis, kavalleri, motoriserat infanteri, mekaniserat infanteri, lätt pansar och pansar. 
På havet finns slagskepp, jagare, kryssare, ubåtar och hangarfartyg som enskilda enheter (dock inte jagare) och olika typer av flygflottiljer finns representerade i spelet (till exempel störtbombare, jaktplan och bombplan). Historiska militära ledare finns att tillgå i tusental. Divisioner och arméer kan man beordra att antingen flytta sig, attackera, stödja attack, stödja försvar eller strategisk omplacering. Man kan även beordra dem att bekämpa partisaner.

### Produktion
Provinser producerar resurser som blir till råvaror. I varje provins kan man bygga fabriker. Det krävs 1 fabrik för en IC = Industrial Capacity(Industriell Kapacitet). Ju mer IC man har desto mer kan man också producera och forska fram. Industritäta nationer, som USA, Tyskland, Storbritannien, Japan och Sovjetunionen har mest IC, dessa är stormakterna.
Råvarorna som finns att tillgå är energi, metall, "rare materials", olja, förnödenheter (all sorts militär materiel), pengar och arbetskraft. Man kan handla med samtliga resurser, utom arbetskraften, till andra nationer också, genom att sätta upp handelsavtal. Transportkapacitet (Transport Capacity, TC, transporter av materiel som är representerat i spelet) är ett nummer som representerar tåg, lastbilar och pråmar som används för att transportera bränslen och förnödenheter till trupperna. 
TC hör ihop med IC:n. Varje IC ger 1.5 TC. Om TC:n överstiger maximum försenas transporteringen av de nödvändiga resurserna till trupperna, som i sin tur gör att enheterna rör sig långsammare och deras moral och deras organisering återhämtar sig långsammare.

### Forskning
Forskning går till så att det finns plats för fem stycken "forskningsteam" att forska med samtidigt (i "slots"), varje plats kräver 20 IC. För att kunna fylla alla, behöver man 80 IC. Man väljer ett forskningsteam och sätter det på något att forska fram, och de olika forskningsteamen besitter olika kunskaper och färdigheter. Alla teknologier har även ett historiskt datum. Om man forskar fram till exempel atombomben redan 1939 går det mycket långsammare än om man skulle forska fram den år 1945.

### Diplomati
Här justerar man relationer med andra länder, utbyte av ministrar i den egna regeringen och justering av inrikespolitiken. De ministerposter som finns representerade är statsöverhuvudet, "statsminister" (president), utrikesminister, "A militärarmaments Minister" (chefen över de utrustningen och förnödenheterna; hur de ska fördelas påverkas av politisk inriktning), chefen över säkerhetstjänsten, chefen över militära underrättelsetjänsten, stabschefen-, och stabscheferna över armén, över flottan och över flygvapnet. 
Alla ministrar har olika "traits" vilket ger vissa bonusar, men det kan också ge negativa effekter.
De justeringar man kan göra är:
- Demokratisk vs auktoritär
- Politisk vänster vs politisk höger
- Öppet samhälle vs auktoritärt samhälle
- Frihandel vs planekonomi
- Yrkesarmé vs värnpliktsarmé
- Hök-politik vs duv-politik
- Expansion vs isolationism

En av dessa kan justeras ett steg en gång per år.

## Kampanjer
Det finns fem olika kampanjer: The Road to War, The Gathering Storm, Blitzkrieg, Awakening the Giant och Götterdämmerung. 
- The Road to War, 1936: Den längsta, störst möjlighet att bygga upp sitt land med.
- The Gathering Storm, 1938: Börjar efter Münchenöverenskommelsen.
- Blitzkrieg, 1939: Här slängs man direkt in i början av andra världskriget. Hitler har förklarat krig mot Polen.
- Awakening the Giant, 1941: Börjar med Tysklands anfall mot Sovjet. Storbritannien står ensamt och det är här som USA börjar skicka förnödenheter och utrustning innan de dras in i kriget på grund av Japans attack.
- Götterdämmerung, 1944: Här har Sovjet vuxit sig starka och återhämtat sig och slagit tillbaka mot Tyskland. Dagen-D är inledd.

Den senaste officiella versionen är v1.2. Det finns dock flera uppdateringar som är skapade av användare tillgängliga för nedladdning.